# 946. grenadirski polk (Wehrmacht)
946. grenadirski polk (izvirno nemško 946. Grenadier-Regiment; kratica 946. GR) je bil pehotni polk Heera v času druge svetovne vojne.

## Zgodovina
Polk je bil ustanovljen 1. decembra 1943 za potrebe 357. pehotne divizije.